# 에드먼드 미나한
에드먼드 조셉 미나한(영어: Edmund Joseph Minahan, 1882년 12월 10일 ~ 1958년 5월)은 미국의 육상 선수로 1900년 하계 올림픽에 참가했다.
미나한은 60m 경기에 참가했으며 4위를 기록했다. 예선에서는 2위를 기록했으나 몇 초에 들어왔는지는 알 수 없다.(그 조의 1위는 7.0초로 들어왔다.) 결선에서는 7.2초로 들어온 것으로 추측된다.
미나한은 100m 경기에도 참가했으며 12위나 13위로 경기를 끝마쳤다. 예선에서 2위를 해서 준결선에 올랐으나 준결선에서 4위를 기록, 결선 진출에 실패했다.